# 101 Korpus Strzelecki (ZSRR)
101 Korpus Strzelecki (ros. 101-й стрелковый корпус) – związek taktyczny Armii Czerwonej z okresu II wojny światowej.

## Historia
101 Korpus walczył na froncie wschodnim wchodząc w skład 38 Armii. Nacierające w czasie ofensywy lwowsko-sandomierskiej wojska Korpusu miały za zadanie sforsować San i opanować Sanok. Po wykonaniu tego zadania (3 sierpnia 1944) jego czołowe jednostki  atakowały dalej i zdobyły Krosno. Następnie, w ramach ofensywy zimowej, 21 stycznia 1945 dotarły do Gdowa. W czasie walk o ten silny punkt oporu obrony niemieckiej zastosowano z powodzeniem  manewr oskrzydlający. 
Dowodzący 140 Dywizją Piechoty gen. mjr Aleksandr Kisielow poległ 24 stycznia w rejonie Wadowic.  W lutym 101 Korpus stoczył ciężkie walki o Czechowice-Dziedzice. W całodobowych walkach ulicznych  walczyli z powodzeniem żołnierze z 70 Gwardyjskiej Dywizji Piechoty gen. mjr. Iwana Gusiewa. W kolejnych dniach  działania bojowe 101 Korpus kontynuował na terenie Czechosłowacji i tam zastał go koniec wojny. Dowódca 101 Korpusu Armijnego gen. lejtn. Andriej Bondariew  w czasie  zorganizowanej 24 czerwca 1945 w Moskwie Parady Zwycięstwa dowodził pułkiem zbiorczym reprezentującym wojska  4 Frontu Ukraińskiego. 

## Dowódcy korpusu
- gen. lejtn. Andriej Bondariew (w okresie walk na ziemiach polskich)

## Struktura organizacyjna
- 70 Gwardyjska Dywizja Piechoty (dowódca generał major Iwan Gusiew)
- 140 Dywizja Piechoty
- 183 Dywizja Piechoty[5].